# Pekings glasögonstad
Pekings glasögonstad (北京眼镜城; Běijīng yǎnjìngchéng) eller Panjiayuan glasögonmarknad (潘家园眼镜城; Pānjiāyuán yǎnjìngchéng) är en glasögonmarknad som ligger i Chaoyangdistriktet i Peking i Kina.
Pekings glasögonmarknad är sannolikt den största glasögonmarknaden i världen som säljer direkt till slutkund. Glasögonmarknaden ligger precis öster om Panjiayuan antikmarknad.